# Oliver Antman
Oliver Antman (Vantaa, 15 augustus 2001) is een Fins voetballer die doorgaans als buitenspeler speelt. Hij verruilde Go Ahead Eagles in de zomer van 2025 voor Rangers FC. Hij debuteerde in 2022 als international in het Fins voetbalelftal.

## Clubloopbaan

### Jeugd
Antman doorliep de jeugdopleiding van verschillende Finse club, waaronder HJK Helsinki, en speelde ook een jaar in Spanje bij CF Damm. Hij maakte zijn seniorendebuut voor IF Gnistan op 28 april 2018 in de Kakkonen, het vierde niveau van Finland. Hij speelde zeven wedstrijden voor de club.

### Nordsjaelland
Medio 2018 maakte Antman de overstap naar het Deense FC Nordsjælland. Hij maakte op 30 maart 2019 zijn debuut in het eerste, tegen FC Midtjylland (0-0). Hij kwam in de 87'ste minuut in de ploeg voor Mohammed Kudus. Op 19 februari 2020 scoorde hij tegen AC Horsens zijn eerste doelpunt voor de club.

### FC Groningen
In januari 2023 werd Antman voor een halfjaar uitgeleend aan FC Groningen, dat uitkwam in de Eredivisie. Hij debuteerde op 5 februari tegen FC Twente. Hij kwam in de 65'ste minuut in de ploeg voor Joey Pelupessy. Vier minuten later maakte hij de gelijkmaker op aangeven van Johan Hove (1-1). Antman won geen één wedstrijd met Groningen en de ploeg degradeerde naar de Eerste divisie. Antman keerde terug naar Nordsjaelland.

### Terug bij Nordsjaelland
Vanaf het seizoen 2023/24 kreeg Antman meer speelminuten bij Nordsjælland, maar raakte in september geblesseerd. Voor zijn blessure kreeg hij wel de kans om kwalificatiewedstrijden voor de UEFA Conference League te spelen, tegen FCSB en FK Partizan. Hij keerde pas in februari 2024 weer terug. In totaal speelde Antman 110 wedstrijden voor Nordsjælland, waarin hij goed was voor zestien goals en zeven assists. 

### Go Ahead Eagles
Medio 2024 keerde hij terug in Nederland bij Go Ahead Eagles waar hij een contract tot medio 2027 ondertekende. Hij debuteerde in de tweede speelronde van het seizoen 2024/25 tegen Willem II (0-2). Met nog een halfuur te spelen kwam hij in de ploeg voor Bobby Adekanye. Op 15 december, tegen FC Utrecht (3-3), scoorde hij zijn eerste doelpunt op aangeven van Victor Edvardsen. Op 1 maart 2025 scoorde hij twee goals tegen PSV, waardoor Go Ahead met 3-2 wist te winnen. Dat seizoen onderscheidde hij zich ook door zijn hoge aantal assists. Hij gaf er vijftien, meer dan elke andere speler in de competitie. Ook won hij met de club voor het eerst in de geschiedenis de KNVB Beker, door op 21 april AZ te verslaan in de finale.  

### Rangers FC
Na een jaar bij Go Ahead Eagles vertrok hij in de zomer van 2025 voor zes miljoen euro naar het Schotse Rangers FC. Daarmee werd hij de recordverkoop van Go Ahead. Hij maakte op 5 augustus in de Champions League-kwalificatiewedstrijd tegen Viktoria Pilsen zijn debuut en gaf meteen twee assists in een 3-0 overwinning. Vier dagen later maakte hij tegen Dundee FC ook zijn competitiedebuut. 

## Statistieken
| Seizoen | Club            | Competitie  | Competitie | Competitie | Competitie | Beker | Beker | Beker | Europa | Europa | Europa | Totaal | Totaal | Totaal |
| Seizoen | Club            | Competitie  | Wed.       | Dlp.       | Ass.       | Wed.  | Dlp.  | Ass.  | Wed.   | Dlp.   | Ass.   | Wed.   | Dlp.   | Ass.   |
| ------- | --------------- | ----------- | ---------- | ---------- | ---------- | ----- | ----- | ----- | ------ | ------ | ------ | ------ | ------ | ------ |
| 2018    | IF Gnistan      | Kakkonen    | 7          | 1          | 0          | 0     | 0     | 0     | –      | –      | –      | 7      | 1      | 0      |
| 2018/19 | FC Nordsjælland | Superligaen | 5          | 0          | 0          | 0     | 0     | 0     | –      | –      | –      | 5      | 0      | 0      |
| 2019/20 | FC Nordsjælland | Superligaen | 5          | 1          | 0          | 1     | 0     | 0     | –      | –      | –      | 6      | 1      | 0      |
| 2020/21 | FC Nordsjælland | Superligaen | 19         | 1          | 1          | 2     | 1     | 0     | –      | –      | –      | 21     | 2      | 1      |
| 2021/22 | FC Nordsjælland | Superligaen | 26         | 5          | 2          | 2     | 1     | 0     | –      | –      | –      | 28     | 6      | 2      |
| 2022/23 | FC Nordsjælland | Superligaen | 16         | 2          | 1          | 3     | 1     | 0     | –      | –      | –      | 19     | 3      | 1      |
| 2022/23 | → FC Groningen  | Eredivisie  | 11         | 2          | 1          | 0     | 0     | 0     | –      | –      | –      | 11     | 2      | 1      |
| 2023/24 | FC Nordsjælland | Superligaen | 22         | 3          | 1          | 2     | 0     | 0     | 4      | 0      | 1      | 28     | 3      | 2      |
| 2024/25 | FC Nordsjælland | Superligaen | 3          | 1          | 1          | 0     | 0     | 0     | –      | –      | –      | 3      | 1      | 1      |
| 2024/25 | Go Ahead Eagles | Eredivisie  | 32         | 6          | 15         | 4     | 0     | 1     | –      | –      | –      | 36     | 6      | 16     |
| 2024/25 | Rangers         | Premiership | 1          | 0          | 0          | 0     | 0     | 0     | 1      | 0      | 2      | 2      | 0      | 2      |
| Totaal  | Totaal          | Totaal      | 146        | 22         | 22         | 14    | 3     | 1     | 4      | 0      | 3      | 164    | 25     | 26     |

Bijgewerkt op 11 augustus 2025.

## Interlandcarrière
Antman debuteerde in het Fins nationaal elftal op 26 september 2022, tegen Montenegro in de UEFA Nations League. Hij bekroonde zijn debuut met een doelpunt op aangeven van Teemu Pukki. De wedstrijd eindigde in een 2-0 winst.
| Interlands van Oliver Antman voor Finland | Interlands van Oliver Antman voor Finland | Interlands van Oliver Antman voor Finland | Interlands van Oliver Antman voor Finland | Interlands van Oliver Antman voor Finland | Interlands van Oliver Antman voor Finland |
| №                                         | Datum                                     | Wedstrijd                                 | Uitslag                                   | Competitie                                | Goals                                     |
| ----------------------------------------- | ----------------------------------------- | ----------------------------------------- | ----------------------------------------- | ----------------------------------------- | ----------------------------------------- |
| 1                                         | 26 september 2022                         | Montenegro – Finland                      | 0 – 2                                     | UEFA Nations League                       | 1                                         |
| 2                                         | 17 november 2022                          | Noord-Macedonië – Finland                 | 1 – 1                                     | Vriendschappelijk                         | 1                                         |
| 3                                         | 20 november 2022                          | Noorwegen – Finland                       | 1 – 1                                     | Vriendschappelijk                         | 0                                         |
| 4                                         | 23 maart 2023                             | Denemarken – Finland                      | 3 – 1                                     | EK 2024 (kwalificatie)                    | 1                                         |
| 5                                         | 16 juni 2023                              | Finland – Slovenië                        | 2 – 0                                     | EK 2024 (kwalificatie)                    | 1                                         |
| 6                                         | 19 juni 2023                              | Finland – San Marino                      | 6 – 0                                     | EK 2024 (kwalificatie)                    | 0                                         |
| 7                                         | 7 september 2023                          | Kazachstan – Finland                      | 0 – 1                                     | EK 2024 (kwalificatie)                    | 1                                         |
| 8                                         | 10 september 2023                         | Finland – Denemarken                      | 0 – 1                                     | EK 2024 (kwalificatie)                    | 0                                         |
| 9                                         | 21 maart 2024                             | Wales – Finland                           | 4 – 1                                     | EK 2024 (kwalificatie)                    | 0                                         |
| 10                                        | 26 maart 2024                             | Finland – Estland                         | 2 – 1                                     | Vriendschappelijk                         | 0                                         |
| 11                                        | 4 juni 2024                               | Portugal – Finland                        | 4 – 2                                     | Vriendschappelijk                         | 0                                         |
| 12                                        | 7 juni 2024                               | Schotland – Finland                       | 2 – 2                                     | Vriendschappelijk                         | 1                                         |
| 13                                        | 7 september 2024                          | Griekenland – Finland                     | 3 – 0                                     | UEFA Nations League                       | 0                                         |
| 14                                        | 10 september 2024                         | Engeland – Finland                        | 2 – 0                                     | UEFA Nations League                       | 0                                         |
| 15                                        | 10 oktober 2024                           | Finland – Ierland                         | 1 – 2                                     | UEFA Nations League                       | 0                                         |
| 16                                        | 13 oktober 2024                           | Finland – Engeland                        | 1 – 3                                     | UEFA Nations League                       | 0                                         |
| 17                                        | 14 november 2024                          | Ierland – Finland                         | 1 – 0                                     | UEFA Nations League                       | 0                                         |
| 18                                        | 17 november 2024                          | Finland – Griekenland                     | 0 – 2                                     | UEFA Nations League                       | 0                                         |

Bijgewerkt op 2 maart 2025.

## Erelijst

### Go Ahead Eagles
KNVB Beker:
- Winnaar (1): 2024/25